# Márcio Santos
Márcio Roberto dos Santos (São Paulo, 15 de septiembre de 1969), más conocido como Márcio Santos, es un exfutbolista internacional brasileño que jugaba como defensa central. Participó con la selección de fútbol de Brasil en cuarenta y un partidos, formando parte del combinado que obtuvo el título de campeón en la Copa Mundial de Fútbol de 1994, celebrada en Estados Unidos, y formando parte de la selección ideal de ese campeonato, elaborada por la FIFA.

## Selección nacional

### Participaciones en Copas del Mundo
| Mundial                        | Sede           | Resultado |
| ------------------------------ | -------------- | --------- |
| Copa Mundial de Fútbol de 1994 | Estados Unidos | Campeón   |

### Participaciones en Copas América
| Copa              | Sede    | Resultado  |
| ----------------- | ------- | ---------- |
| Copa América 1991 | Chile   | Subcampeón |
| Copa América 1997 | Bolivia | Campeón    |

## Clubes
| Club                 | País         | Año       |
| -------------------- | ------------ | --------- |
| Grêmio Novorizontino | Brasil       | 1987-1990 |
| Internacional        | Brasil       | 1990-1991 |
| Botafogo             | Brasil       | 1992      |
| Girondins de Burdeos | Francia      | 1992-1994 |
| Fiorentina           | Italia       | 1994-1995 |
| Ajax                 | Países Bajos | 1995-1997 |
| Atlético Mineiro     | Brasil       | 1997      |
| São Paulo            | Brasil       | 1997-1999 |
| Santos               | Brasil       | 2000      |
| Gama                 | Brasil       | 2001      |
| Shandong Luneng      | China        | 2001      |
| Paulista             | Brasil       | 2002      |
| Club Bolívar         | Bolivia      | 2003      |
| Joinville            | Brasil       | 2003      |
| Portuguesa Santista  | Brasil       | 2004-2006 |

- Datos: Q1526974